# Cratogeomys zinseri
Cratogeomys fumosus là một loài động vật có vú trong họ Chuột nang, bộ Gặm nhấm. Loài này được Goldman mô tả năm 1939.